# Bitka pri Liverpoolu, Nova Škotska
Bitka pri Liverpoolu, Nova Škotska se je odvijala 24. aprila 1778 med ameriško revolucionarno vojno. V napadu sta sodelovali britanska ladja HMS Blonde (1760) in francoska fregata Duc de Choiseul z 24 topovi.

## Ozadje
Med ameriško revolucijo so Američani redno napadali Novo Škotsko po kopnem in morju. Ameriški gusarji so opustošili pomorsko gospodarstvo z napadi na številne obalne skupnosti, kot so bili številni napadi na Liverpool in na Annapolis Royal.
Boj Liverpoola za identiteto med revolucionarno vojno je bil predmet obsežnih študij zgodovinarjev. Mesto je bilo sprva naklonjeno vzroku ameriške revolucije, z oddaljenimi pristanišči, kot sta Port Medway, Nova Škotska in Port Mouton, Nova Škotska, ki so jih skoraj neprekinjeno obiskovali ameriški gusarji, vendar so se po ponavljajočih se napadih ameriških gusarjev na lokalne ladijske interese in enem neposrednem napadu na samo mesto prebivalci Liverpoola obrnili proti uporu. Obrambo mesta in opremljanje gusarjev je vodil polkovnik Simeon Perkins. Kapitan William Duddingston iz HMS Senegal je bil nameščen v Liverpoolu.
Tik ob Liverpoolu, 26. avgusta 1776, je HMS Liverpool (28 topov) zajela ladjoWarren (nekdanji Hawk), ki je nato služila kot tender-ladja (oskrbovalna ladja) za HMS Milford in se je konec decembra 1776 nasedla v nevihti blizu Portsmoutha, New Hampshire.
Bitka pri Port Medwayu se je odvijala 27. septembra 1776 med ameriško revolucionarno vojno. Ameriška gusarska ladja Hannah and Molly (8 topov, 14 mož), pod poveljstvom kapitana Agreena Crabtreeja, je zajel pet ladij Nove Škotske.
Leta 1777 je bil Joseph Dexter zaprt, ker je pomagal ameriškim gusarjem. Kasneje je pobegnil v Boston in bil nagrajen s povračilom stroškov, ki jih je imel za svojo podporo.

## Bitka
24. aprila 1778 je vojna ladja Kraljeve mornarice HMS Blonde pod poveljstvom kapitana Johna Milligana nasedla na francosko ladjo Duc de Choiseul (poimenovano po Étiennu Françoisu, duc de Choiseulu) pod poveljstvom kapitana Jeana Herauda v pristanišču Liverpool. Prišlo je do izmenjave topovskega ognja, ki je trajala več kot tri ure. Nekaj francoskih mornarjev je bilo ubitih, utopljenih in ranjenih. Preostalih 100 francoskih mornarjev je bilo ujetih. Orožje, ki je bilo na razbitini ladje, je v naslednjem mesecu še naprej privabljalo ameriške gusarje.
Posledično so 1. maja ameriški gusarji napadli Liverpool, opustošili in oropali številne hiše in trgovine, vključno s trgovino Simeona Perkinsa, pomembnega mestnega voditelja. Tri tedne kasneje, 21. maja, so se isti gusarji vrnili in poskušali razbitino Duc de Choiseul odvleči na morje. Perkins je na obali zbral deset mož. Prišlo je do izmenjave topovskega ognja med britansko milico in ameriškimi gusarji. Gusarji so skoraj eno uro streljali na mesto. Perkins je svoje može popeljal ob obali, bližje gusarjem. Eden od milic je bil ranjen v nastalih izmenjavah. Gusarji so ostali na morju nekaj dni. Perkins je imel narednika in šest mož na straži štiriindvajset ur na dan, dokler gusarji niso zapustili območja.

## Posledice
Po treh letih podobnih sporadičnih napadov so prebivalci Liverpoola junija 1779 začeli obnavljati Fort Morris (Nova Škotska) in 31. oktobra splovili lastno gusarsko ladjo z imenom Lucy, da bi se borili proti svojim nasprotnikom. Poleg tega je Perkins uspešno zaprosil oblasti v Halifaxu in 13. decembra 1778 je četa stotnika Johna Howarda iz King's Orange Rangers prispela na transportni ladji Hannah. Četo so sestavljali Howard, 2 poročnika, 1 zastavnik, 3 naredniki, 2 ali 3 desetniki, 48 vojakov in več spremljevalcev tabora, tako žensk kot otrok.
22. junija 1778 so ameriški gusarji zajeli majhno škuno majorja Studholma, ki je bila na poti iz St. Johna v Annapolis. Zajeti so bili en narednik in osem vojakov iz Royal Fencible American Regiment in Royal Nova Scotia Volunteer Regiment.
Še en gusarski napad na Liverpool se je zgodil 13. septembra 1780. Dva ameriška gusarja, Surprize pod kapitanom Benjaminom Coleom in Delight pod kapitanom Laneom, sta izkrcala skoraj 70 mož v Ballast Coveu kmalu po polnoči. Do 4. ure zjutraj so zavzeli utrdbo in ujeli Howarda, dva druga častnika in vse razen šestih vojakov garnizije KOR kot ujetnike. Perkins je poklical milico, organiziral ujetje Cola in se pogajal z Laneom za ponovno pridobitev utrdbe in izpustitev ujetnikov. V nekaj urah  "vse [je bilo] vrnjeno v prejšnje stanje brez prelivanja krvi." Liverpoola niso motili zasebniki do konca vojne.
Ameriški zasebniki so do konca vojne predstavljali grožnjo novoškotskim pristaniščem. Na primer, po neuspelem poskusu napada na Chester, Nova Škotska so ameriški zasebniki leta 1782 ponovno napadli v ponovno napadli Lunenburg.